# Osburn
Osburn – miasto w Stanach Zjednoczonych, w stanie Idaho, w hrabstwie Shoshone.

## Historia
W latach 1890–1892 była siedzibą administracyjną hrabstwa Shoshone.